# Thánh giá đeo ngực

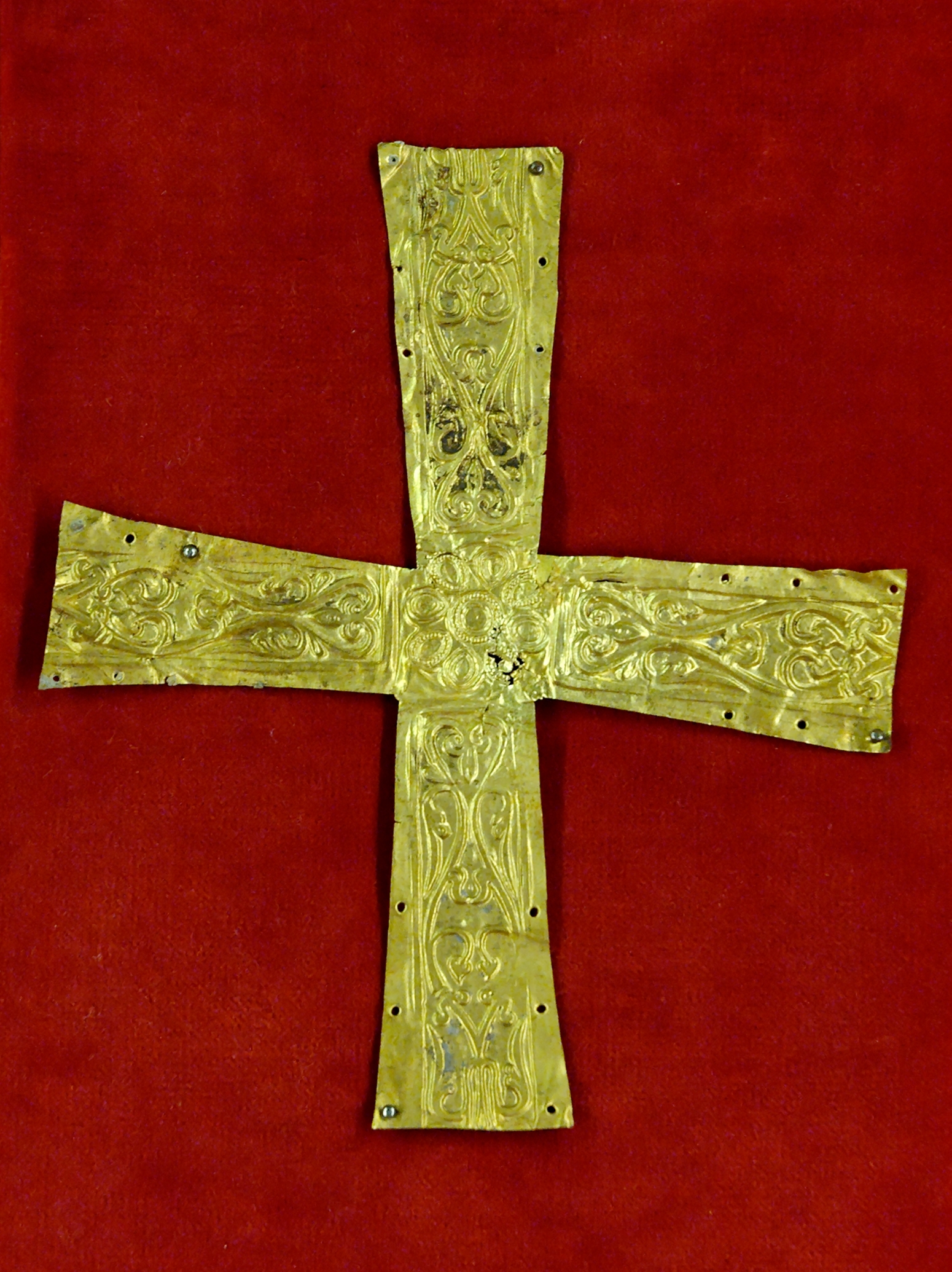
Thánh giá đeo ngực bằng vàng từ Ý, chế tác cuối thế kỉ thứ 6 - đầu thế kỉ thứ 7

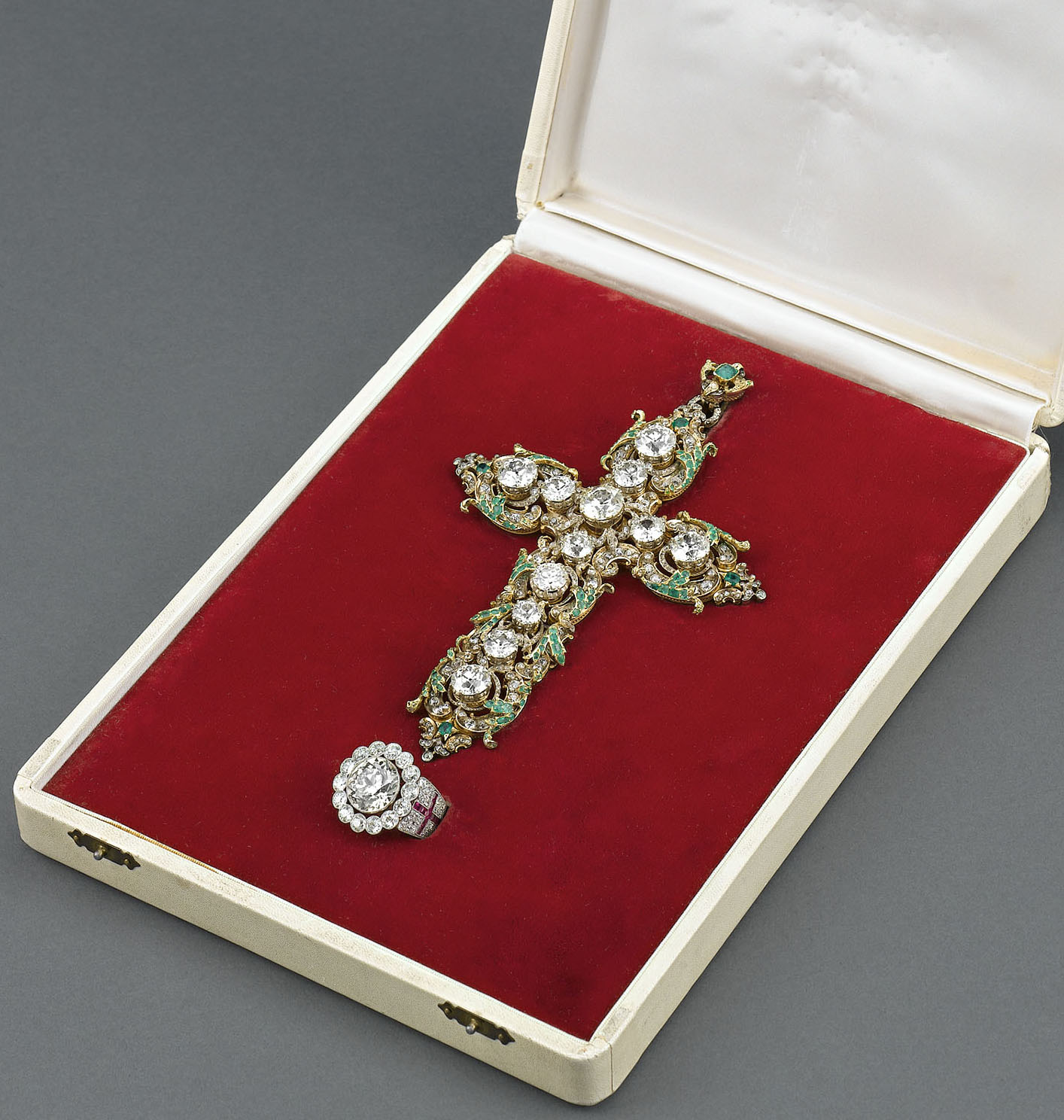
Thánh giá đeo ngực của Giáo hoàng Phaolô VI

Thánh giá đeo ngực (tiếng Anh: pectoral cross, tiếng Latinh: pectoralis) là một thánh giá được đeo trên ngực, thường là được đeo từ cổ bằng dây hoặc dây chuyền. Trong thời cổ đại và thời trung cổ, các giáo sĩ và giáo dân đều sử dụng thánh giá đeo ngực, nhưng từ cuối thời Trung Cổ, thánh giá đeo trên ngực đã trở thành một dấu chỉ đặc biệt về vị trí của các giám mục, và việc đeo thánh giá trên ngực ngày nay bị hạn chế, chỉ dùng cho các vị giáo hoàng, hồng y, giám mục và tu viện trưởng.  Thánh giá đeo ngực hiện đại có kích cỡ tương đối lớn, và khác biệt với những thánh giá nhỏ được đeo bởi các Kitô hữu trên dây chuyền. Hầu hết các thánh giá này đều được làm bằng kim loại quý (bạch kim, vàng hoặc bạc) và một số chứa đá quí hoặc đá bán quý. Một số có hình dáng gốc của cây thánh giá, trong khi một số khác sử dụng thiết kế cách điệu và các biểu tượng tôn giáo.
Trong nhiều giáo phái Kitô giáo, biểu tượng thánh giá đeo ngực cho biết người đeo nó là một thành viên của hàng giáo phẩm, hoặc người đeo là thành viên của hàng giáo sĩ cao cấp hay cao niên. Tuy nhiên, ở nhiều nhà thờ phương Tây có số lượng ngày càng nhiều  giáo dân quyết định đeo một số hình thức thánh giá xung quanh cổ.
Trong khi nhiều Kitô hữu, cả giáo sĩ và giáo dân, đeo những biểu tượng thánh giá, thánh giá đeo ngực được phân biệt bởi cả hai vấn đề là kích cỡ (có thể lên đến sáu inch) và cách nó được đeo ở giữa ngực là phía dưới tim (ngay dưới xương đòn).
Trong suốt nhiều thế kỷ, nhiều thánh giá đeo ngực đã được chế tạo với cách thức chứa đựng các mảnh vỡ của thánh giá thật hoặc chứa thánh tích. Một số thánh giá đeo ngực như vậy được lồng vào nhau và chúng có thể được mở ra để xem xét các thánh tích, hoặc thánh tích có thể nhìn thấy từ phía trước qua kính trong suốt.